# 바르톨로메오 에우스타키
바르톨로메오 에우스타키(1500년경–1510년경~1574년 8월 27일)는 이탈리아의 해부학자이자 인간 해부학의 창시자 중 한 명이다.

## 생애
바르톨로메오는 그의 아버지 마리나오 에우스타키우스가 부유하고 저명한 의사였던 안코나 지방의 San Severino에서 태어났다. 바르톨로메오는 그 당시 전형적인 필수적이고 광범위한 인문학적 교육을 받은 후 로마의 Archiginnasio della Sapienza에서 의학을 공부했다. 그는 또한 히브리어, 아랍어, 그리스어에 능통하여 해당 언어로 작성된 의학 논문 원본을 접할 수 있었다. 의사로서 에우스타키는 환자들 중에는 우르비노 공작, 델라 로베로 추기경, 테라노바 공작을 두는 등 상류층 사이에서 큰 명성을 누렸다. 그는 로마 의과대학의 회원이 되었고 1549년에 Archiginnasio dell Sapienza 교황대학의 해부학 교수로 임명되었다. 곧 그는 산토 스피리토 병원의 환자 시체를 해부할 수 있는 교황의 허가를 받았다.
1562년과 1563년에 신장의 해부학, 청각 기관, 치아와 그 구조, 하부 대정맥과 판막을 포함한 순환계에 관한 놀라운 일련의 과학 연구를 저술했다. (현재 에우스타키 밸브로 알려져 있음). 이 작품들은 1564년 Opscula Anatomica로 정리되어 출판되었다.
에우스타키우스는 다른 의사들 사이에 통용되는 많은 선험적 이론을 받아들이는 대신 직접적인 관찰을 통해 인체의 해부학적 구조를 이해하는 데 깊은 관심을 가졌다. 대정맥 유스타키오 판막에 대한 그의 해부학적 조사를 통해 그 기능은 역행성 혈액 역류를 방지하는 것으로 나타났다. 또한 그는 흉곽을 발견했다. 질병이 신체 구조에 어떤 영향을 미치는지 이해하기 위해 에우스타키우스는 건강한 기관과 질병으로 인해 변형된 기관 간의 비교 해부학적 분석(병리학적 해부학)을 수행했다. Pier Matteo Pini와 협력하여 그들은 연구된 기관에 대한 47개의 세부 도면을 제작했다. 일련의 삽화인 Tabulae Anatomicae Clariviri는 1714년에 출판되었다.
1. ↑  Rivista enciclopedica contemporanea, Editore Francesco Vallardi, Milan, (1913), entry by A Albertini, page 294.